# Rafael Paciaroni (entrenador de tenis)
Rafael Paciaroni (13 de abril de 1987) es un entrenador de tenis profesional brasileño de São Paulo, conocido por ser el  entrenador de la tenista profesional brasileña Beatriz Haddad Maia. Bajo su dirección, Haddad Maia entró en el top 10 del ranking de la Asociación de Tenis Femenino (WTA), tanto en individuales como en dobles.

## Educación
Paciaroni se graduó con una licenciatura en Educación Física y Deportes de la Facultad de Educación Física de la Universidad Presbiteriana Mackenzie en 2009. Durante sus estudios universitarios, trabajó como instructor de tenis en varios clubes de São Paulo, incluido el Esporte Clube Pinheiros. También fue voluntario en los Juegos Panamericanos de Río de Janeiro en 2007. 

## Carrera
A diferencia de la mayoría de los entrenadores de tenis, Paciaroni no comenzó su carrera como tenista. Su participación en el deporte incluyó la formación técnica, el estudio de estrategias de juego y la aplicación de métodos de entrenamiento modernos.
Paciaroni sirvió como capitán durante la  United Cup  y la Copa Billie Jean King. El papel de Paciaroni en la United Cup fue reconocido por ayudar a unir al equipo. 
Paciaroni también participó en importantes programas de formación para entrenadores de tenis, como el programa del Tênis Clube Paulista. En este evento, impartió clases de entrenamiento y desarrollo de atletas junto a otros entrenadores.

### Entrenamiento de Haddad Maia
Rafael Paciaroni comenzó a trabajar con Beatriz Haddad Maia en septiembre de 2020 cuando ella estaba fuera del top 100 del ranking mundial. Se centró en su técnica en movimientos como el saque y la devolución. Bajo su dirección, ganó el título de dobles en el WTA 1000 de Madrid, llegó a las semifinales de Roland Garros en 2023,   y alcanzó el top 10 del ranking mundial de tenis tanto en individuales como en dobles.
Desde el inicio de la temporada de tenis de 2025, Paciaroni ha sido co-entrenador de Haddad Maia con el entrenador de tenis e exjugador francés Maxime Tchoutakian.
La asociación entre Paciaroni y Haddad Maia enfrentó críticas públicas en ocasiones. Sin embargo, la tenista brasileña ha defendido a su entrenador, destacando su importancia en el desarrollo de su carrera. En 2023, Haddad Maia incluso abordó los rumores sobre su relación con el entrenador y los negó, afirmando que su enfoque estaba únicamente en el deporte.

## Títulos
Entrenando a Beatriz Haddad Maia :
A continuación se detallan los títulos obtenidos por “Beatriz Haddad Maia” durante el periodo que fue entrenada por Rafael Paciaroni 
ITF (individuales):
- W25 Villa María (2021)
- W25 Córdoba (2021)
- W25 Montemor-O-Novo (2021)
- W60 Collonge-Bellerive (2021) [18]
- W60 Montreux (2021) [19]

WTA 125 (individuales):
- El Open 35 de Saint-Malo (2022)

WTA 250 (individuales):
- Abierto de Nottingham (2022)
- Birmingham Classic (2022)

WTA 500 (individuales):
- Abierto de Corea (2024)

Trofeo Élite WTA (individuales):
- Trofeo Élite de la WTA (2023)

WTA 125 (dobles):
- Trofeo Lagardère (2022)

WTA 250 (dobles):
- Abierto de Nottingham (2022)

WTA 500 (dobles):
- Clásico de Tenis de Sídney (2022)

- Mutua Madrid Open (2023)

Trofeo Élite WTA (dobles):
- WTA Elite Trophy (2023)

## Obras publicadas

### Libros
- Urso, P.; Rodrigo; y Paciaroni, Rafael. Tênis: Novos caminhos para uma abordagem profissional. Évora, 2016. ISBN 8584611118, 9788584611119. 354 páginas.[20]